# جرج پپارد
جرج پپارد (انگلیسی: George Peppard؛ ۱ اکتبر ۱۹۲۸ – ۸ مهٔ ۱۹۹۴) بازیگر سینما و تلویزیون اهل ایالات متحده آمریکا بود. وی بین سال‌های ۱۹۵۱ تا ۱۹۹۴ میلادی فعالیت می‌کرد.
از فیلم‌هایی که وی در آن نقش داشته‌است، می‌توان به چگونه غرب تسخیر شد، صبحانه در تیفانی، خانه پوشالی، تازه‌به‌دوران‌رسیده‌ها، آلفرد هیچکاک تقدیم می‌کند و توپ برای کوردوبا اشاره کرد.